# Hsu Hsin-liang

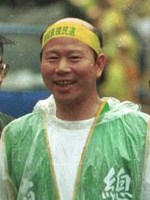
Hsu Hsin-liang podczas wiecu w 1992 roku

Hsu Hsin-liang (chiń. upr. 许信良; chiń. trad. 許信良; pinyin Xǔ Xìnliáng; ur. 27 maja 1941) – tajwański polityk.
Należy do grupy etnicznej Hakka, ukończył studia na tajwańskim Uniwersytecie Chengchi oraz Uniwersytecie Edynburskim. Początkowo działacz Kuomintangu, w latach 1973-1977 członek zgromadzenia prowincjonalnego prowincji Tajwan. W 1977 roku wystartował jako kandydat niezależny w wyborach do zgromadzenia lokalnego powiatu Taoyuan; choć odniósł zdecydowane zwycięstwo, partia rządząca usiłowała zablokować objęcie przez niego urzędu. Od tego momentu oddalił się od KMT i zaangażował w działalność opozycyjną. W 1979 roku zmuszony do emigracji, wyjechał do USA.
Podczas pobytu w Stanach Zjednoczonych zaangażował się w działalność antykuomintangowskiej emigracji, założył własną Tajwańską Partię Rewolucyjną. W 1986 roku próbował wrócić na Tajwan, jednak zawrócono go z lotniska w Tajpej. W 1989 roku nielegalnie przedostał się do kraju łodzią rybacką z ChRL. Aresztowany i skazany za nielegalne przekroczenie granicy, został na początku 1990 roku zwolniony z więzienia na mocy amnestii.
Po powrocie na Tajwan zaangażował się w działalność w szeregach Demokratycznej Partii Postępowej. W latach 1992–1993 oraz 1996-1998 był jej przewodniczącym. Nie uzyskawszy w wyborach prezydenckich w 2000 roku nominacji z ramienia DPP, wystartował jako kandydat niezależny, zdobywając zaledwie 0,63% głosów. Opuścił także szeregi DPP, w następnych latach stając się zaciekłym krytykiem prezydenta Chen Shui-biana, nie zgadzając się z prowadzoną przezeń polityką antychińską i postulatem dążenia do niepodległości Tajwanu.
Choć podczas rządów Chen Shui-biana wspierał obóz polityczny Niebieskich, w wyborach prezydenckich w 2008 roku nieoczekiwanie udzielił poparcia kandydatowi DPP Frankowi Hsiehowi. Niedługo potem powrócił w szeregi DPP, pozostał jednak krytyczny wobec jej niepodległościowych postulatów. Podczas konferencji prasowej w kwietniu 2013 roku opowiedział się za pokojowym dialogiem i współpracą ekonomiczną pomiędzy obydwoma stronami Cieśniny Tajwańskiej.